# Oluf-Samson-Gang
L’Oluf-Samson-Gang est une rue du nord de la vieille ville de Flensbourg, qui se termine au port de Flensburg. L'allée entre la Norderstraße et le Schiffbrücke est connue pour les maisons de pêcheurs pittoresques et comme un ancien quartier de prostitution.

## Histoire
Le nord des quatre noyaux de peuplement originaux de Flensbourg, le Ramsharde, est à l'origine un quartier pour les pêcheurs et les gens modestes, semblable au Johannisviertel. Cependant, avec la croissance de Flensbourg en tant que ville portuaire la plus importante du royaume du Danemark au XVIe siècle, de plus en plus de marchands s'installent du côté de l'eau de la rue principale, l'actuelle Norderstraße (Nørregade). Ils construisent les cours marchandes allongées si caractéristiques de Flensbourg, qui se terminaient par un entrepôt près du port. Le bâtiment résidentiel est à l'extrémité ouest sur la rue principale plus élevée.
En 1582, le marchand Oluf Samson prête serment de citoyenneté dans la ville du fjord. Son nom fait référence à son origine de l'île de Samsø. Apparemment, Oluf Samson a rapidement acquis richesse et réputation en tant que marchand et armateur. Il épouse la fille du greffier du bureau de Flensbourg, dont la résidence officielle est près de Duburg, et entre en possession de sa propriété. Entre ces deux propriétés il y a une petite voie vers le port, mentionné pour la première fois en 1593. Se construisent plusieurs petits immeubles d'appartements, dans lesquels des personnes particulièrement défavorisées socialement trouvent un logement. Au cours de la crise économique qui commence à s'étendre en 1610, Oluf Samson doit également vendre des parts de plus en plus importantes de sa propriété. À partir de 1617, seuls les deux bâtiments résidentiels de la Norderstraße lui appartiennent. Le côté sud de la voie en particulier est devenu densément construit avec de petites maisons.
La voie est ouverte au public et n'est utilisée que par de nombreux habitants de Flensbourg comme une courte connexion entre le centre-ville et le pont maritime. Le nom de Gang est également attesté pour la première fois en 1617, à cette époque apparemment encore sous le nom de "Oluff Sambsos Hof". Peu de temps après, Oluf Samson vend le reste de sa propriété. Oluf Samson, qui s'était entre-temps appauvri, meurt en 1618 ou en 1622. Le sort de ses sept enfants est inconnu. Aucun d'entre eux n'était répertorié comme propriétaire à Flensbourg.
Après que le roi Christian IV participe à la guerre de Trente Ans, Flensbourg est occupée par les troupes de la Ligue catholique de 1627 à 1629 et quelques années plus tard par les Suédois. L'Oluf-Samson-Gang est en grande partie détruit. Au XVIIIe siècle, la ville refleurit. À cette époque, la rue, qui porte encore le nom d'Oluf Samson, est entièrement construite. Presque toutes les maisons conservées aujourd'hui, généralement de plus petits bâtiments à colombages enduits, datent de cette période.
L'Oluf-Samson-Gang reste une rue pour les petites gens. Au XIXe siècle, principalement des bateliers et des artisans vivent ici. Puisque le surnom de « Oluf » est « Wolle », le parcours est aussi populairement surnommé « Wollesgang » ou « Wolmsgang » au début du XIXe siècle. Un phénomène similaire peut encore être trouvé aujourd'hui dans le Wollesgyde dans la ville voisine d'Åbenrå, qui rappelle également un Oluf. Au cours de l'industrialisation progressive vers 1840, les ouvriers forment par la suite le plus grand nombre d'habitants.
Pendant les conflits nationaux entre Allemands et Danois à partir du milieu du XIXe siècle, la vieille ville du nord est l'un des quartiers avec la plus forte proportion de personnes d'esprit danois. Une image bien connue de la période précédant immédiatement le référendum sur la nationalité au Schleswig le 14 mars 1920 conformément aux dispositions du traité de Versailles montre le Dannebrog battant le drapeau presque continuellement le long de la rue.
Le bâtiment historique bien conservé attire de plus en plus de visiteurs. La représentation la plus célèbre de la rue de cette période est une peinture expressionniste d'Erich Heckel montrant la rue à l'est vers l'église Saint-Georges.
En raison de la Première Guerre mondiale et de la crise économique à la suite du tracé de la nouvelle frontière en 1920, de nombreux habitants de Flensbourg souffrent de difficultés économiques. De nombreuses maisons sont vendues et le statut social du quartier du port chute. En 1918, les premières prostituées se retrouvent dans la rue ; cependant la prostitution à Flensbourg était présente depuis longtemps : le 18 octobre 1889, le Washington Evening Star évoquait l'assassinat d'une prostituée au cadavre mutilé en le liant à Jack l'éventreur. Au cours de la crise économique de 1929, cependant, l'Oluf-Samson-Gang, dont les nouveaux propriétaires louent généralement les appartements à bas prix, se développe en un quartier rouge presque fermé. La Seconde Guerre mondiale et ses séquelles ne touchent pas le statut de la rue, la prostitution culmine pendant la période du miracle économique et se poursuit jusque dans les années 1970. Jusqu'à 70 femmes travaillent dans la petite rue. À cette époque, l'Oluf-Samson-Gang, qui est relié à une vaste zone de divertissement et de vie nocturne au pont du port et dans les autres rues latérales, est probablement le quartier rouge le plus connu entre Hambourg-Sankt Pauli et Istedgade à Copenhague. En 2015, la dernière maison close déménage.
Dans les années 1950, des plans sont faits pour démolir toute la vieille ville du nord, pour construire des maisons mitoyennes modernes sur la Norderstraße et pour la redresser et l'élargir pour la rendre adaptée aux voitures. Pour des raisons financières, ces plans ne sont pas mis en œuvre, à l'exception de bâtiments individuels tels que la Bibliothèque centrale danoise pour le sud du Schleswig en 1959. Beaucoup de vieilles maisons tombent en ruine.
Enfin, dans les années 1970, on repense la valeur des bâtiments historiques de la vieille ville. Les maisons en partie déjà délabrées de l'Oluf-Samson-Gang sont placées sous la protection des monuments. Sous la pression de la mairie, les prostituées doivent quitter la rue au milieu des années 1980. Dès lors, les anciennes maisons sont vendues à des particuliers dans le but qu'ils préparent les bâtiments à leurs propres fins d'habitation. Ce processus se produit avec de plus en plus de maisons à partir du début des années 1980. Dans le même temps, la prostitution migre vers Kayser's Hof.
Dans les années 2000, la plupart des maisons de la rue sont dans un état restauré. Cependant, certains des petits bâtiments sont déjà si gravement délabrés qu'ils faut les reconstruire. Dans le cadre de la restauration, la prostitution est repoussée. Certaines maisons ne sont pas restaurées. En 2015, seules deux femmes qui y habitent depuis longtemps exercent encore la prostitution, elles disparaissent une fois la rénovation terminée.

## Source, notes et références
1. ↑  (de) Astrid Hansen, Flensburg : Kleine Stadtgeschichte, Verlag Friedrich Pustet, 2020, 160 p. (ISBN 9783791761701, lire en ligne)
2. ↑  (de) Joachim Pohl, « Die Pioniere des Oluf-Samson-Gangs », sur Schleswig-Holsteinischer Zeitungsverlag, 2017 (consulté le 10 mai 2023)

- (de) Cet article est partiellement ou en totalité issu de l’article de Wikipédia en allemand intitulé « Oluf-Samson-Gang » (voir la liste des auteurs).